# Pedro Afonso, hrabě z Barcelosu
Pedro Afonso, hrabě z Barcelosu (před 1289? – květen 1350) byl nelegitimní syn portugalského krále Dinise I.

## Život
Narodil se před rokem 1289 jako syn portugalského krále Dinise I. a Grácie Frois. Jako další nemanželské děti krále Dinise byl vychováván na královském dvoře.
Jako dospělý přijal vládu nad zeměmi Lisabon, Estremoz, Evoramonte, Sintra, Tavira a několik dalšími.
Roku 1307 se stal stevardem královny Beatrix Kastilské. Při konfliktu mezi králem a korunním princem Alfonsem mu král udělil titul hraběte z Barcelosu, v té době nedědičného královského titulu. Pedro zůstal po králově boku během počátku občanské války v letech 1319 a 1324, zároveň se snažil být v blízkosti korunního prince. Po neshodách se svými bratry Joãem Afonsem a Afonsem Sanchezem byl králem poslán do exilu do Kastilie.
Po návratu v roce 1322 se vrátil ke svému otci, aby obnovil jemu odejmuté tituly.
Poprvé se oženil s Brancou Peres de Sousa. Měli jedno dítě, které zemřelo v dětství. Podruhé se oženil s Marií Ximénez Cornel. Po smrti své druhé manželky se potřetí oženil s Teresou Annes.
Zemřel v květnu roku 1350.